# Municipio de St. Rose
El municipio de St. Rose (en inglés: St. Rose Township) es un municipio ubicado en el condado de Clinton en el estado estadounidense de Illinois. En el año 2010 tenía una población de 1422 habitantes y una densidad poblacional de 14,64 personas por km².

## Geografía
El municipio de St. Rose se encuentra ubicado en las coordenadas 38°41′29″N 89°32′43″O / 38.69139, -89.54528. Según la Oficina del Censo de los Estados Unidos, el municipio tiene una superficie total de 97.14 km², de la cual 97,11 km² corresponden a tierra firme y (0,03 %) 0,03 km² es agua.

## Demografía
Según el censo de 2010, había 1422 personas residiendo en el municipio de St. Rose. La densidad de población era de 14,64 hab./km². De los 1422 habitantes, el municipio de St. Rose estaba compuesto por el 98,59 % blancos, el 0,07 % eran afroamericanos, el 0,28 % eran amerindios, el 0,07 % eran asiáticos, el 0,28 % eran de otras razas y el 0,7 % eran de una mezcla de razas. Del total de la población el 1,27 % eran hispanos o latinos de cualquier raza.